# Tramvajová doprava v Pchjongjangu

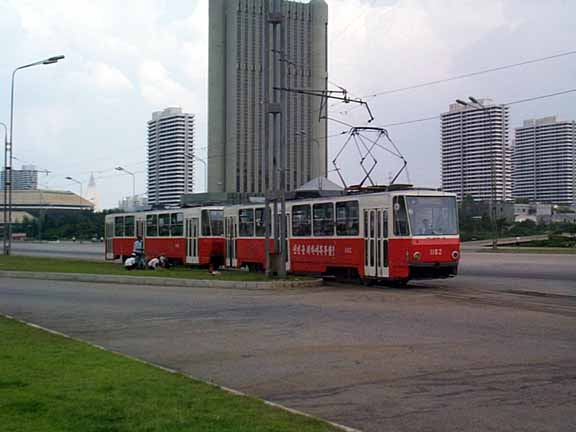
Souprava tramvají typu Tatra T6B5K v Pchjongjangu

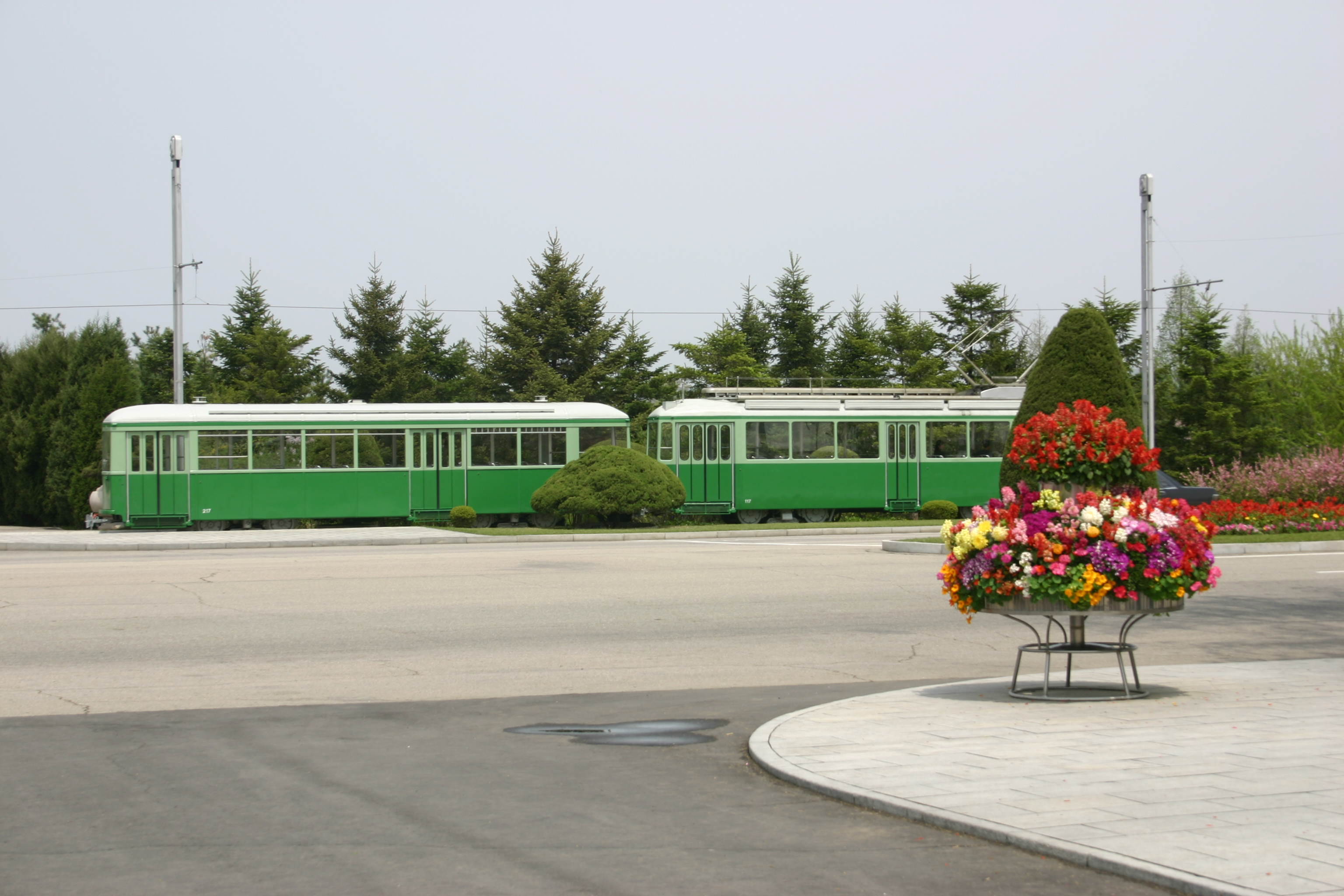
Tramvajové vozy typu VBZ Be 4/4, původně používané v Curychu

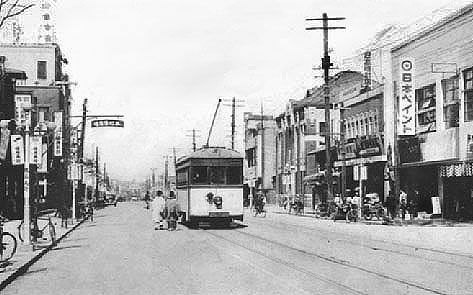
Pchjongjangská tramvaj ve 30. letech 20. století

Tramvajová doprava je rovněž zastoupena i v hlavním městě KLDR, Pchjongjangu. 
Vzhledem k tomu, že většina obyvatel země nemůže vlastnit automobily[zdroj?], je městská hromadná doprava jejich jedinou možností, jak cestovat po hlavním městě. Tramvaje obsluhují ty části metropole, kde není zajištěna doprava metrem či trolejbusy.
V říjnu 2023 zde bylo provozováno 466 vozů, z toho 430 tramvají Tatra.

## Historický vývoj
První tramvajová síť vznikla v Pchjongjangu v časech japonské okupace. Od roku 1910 se město velmi rychle rozvíjelo, elektrické tramvaje přišly na scénu 23. května 1923, kdy nahradily koňku. Celý systém vydržel fungovat zhruba třicet let, v časech korejské války byl Pchjongjang těžce poškozen a došlo zároveň k likvidaci sítě. 
Současný systém tramvajové dopravy má krátkou historii. Slavnostní otevření se konalo k 79. narozeninám hlavy státu, Kim Ir-sena, 12. dubna 1991. O tři dny později začal nový druh dopravy sloužit cestujícím. První trať má délku 20 km, je městského charakteru, spojuje čtvrti Songsan a Songsin, kde se nacházejí dvě ve své době nová sídliště, která potřebovala dopravní obsluhu.
Ve stejný den o rok později následovalo otevření druhé trati, a o čtyři roky později se objevila také nová, zatím poslední, trať; tato je však technicky oddělena od ostatních a má rozchod kolejí 1000 mm (zbytek sítě je normálního rozchodu 1435 mm). Spojuje stanici metra Samhung s mauzoleem Kim-Ir Sena. Tratě jsou na sídlištích vedeny mimo hlavní komunikaci po vlastním tělese (každý směr se nachází na jiné straně; vzdáleny jsou od sebe až desítky metrů), ukončeny jsou někdy i provizorními smyčkami (počítalo se s prodlužováním tratí v souvislosti s budováním dalších sídlišť).

## Vozový park

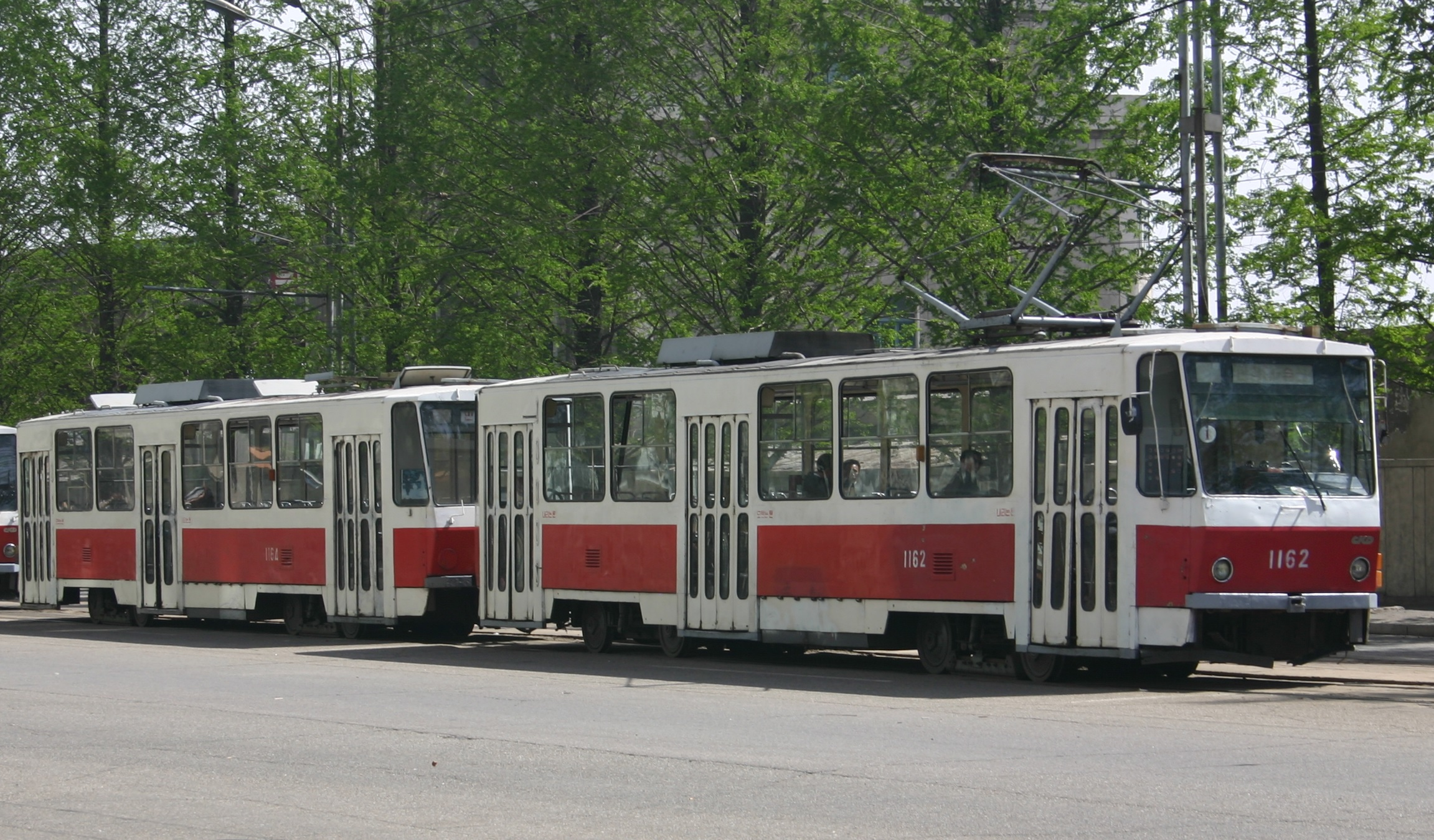
Souprava pchjongjangských tramvají T6B5K

K zahájení provozu byly dodány tramvaje československé výroby typů T6B5K a KT8D5K (koncové písmeno K označuje, že jde o exportní provedení pro Severní Koreu) a nelicencované čínské kopie vozů KT4. Přestože vozy typu KT4 jsou kloubové, vzhledem k technickým problémům se nakonec klouby odstranily.
Po vybudování třetí a poslední trati se vozový park rozrostl o další ojeté vozy původem ze švýcarského Curychu. Ty jsou nasazené na úzkorozchodné trati (celkem 18 motorových a 18 vlečných vozů). Jejich dodání v roce 1995 bylo přísně utajené.
V letech 1996 a 1998 se objevily ještě též české tramvaje, ojeté z Německa (z Drážďan, Magdeburku a Lipska), typu Tatra T4D s vlečnými vozy Tatra B4D (celkem stovky vozidel). 
V roce 2008 byl vozový park doplněn vyřazenými tramvajemi Tatra T3SU a T3SUCS z pražského dopravního podniku.
Tramvaje jsou spojeny do dvouvozových souprav, a vzhledem ke svému již uvedenému významu jsou relativně přeplněné. Jednotný městský nátěr v podstatě neexistuje. Tramvaje jezdí v barvách, v jakých byly do města dodány.

## Vozovny
V celé síti existují celkem tři vozovny.